# 17781 Кеппінг
17781 Кеппінг (17781 Kepping) — астероїд головного поясу, відкритий 20 березня 1998 року.
Тіссеранів параметр щодо Юпітера — 3,501.